# Eucharistische Prozession

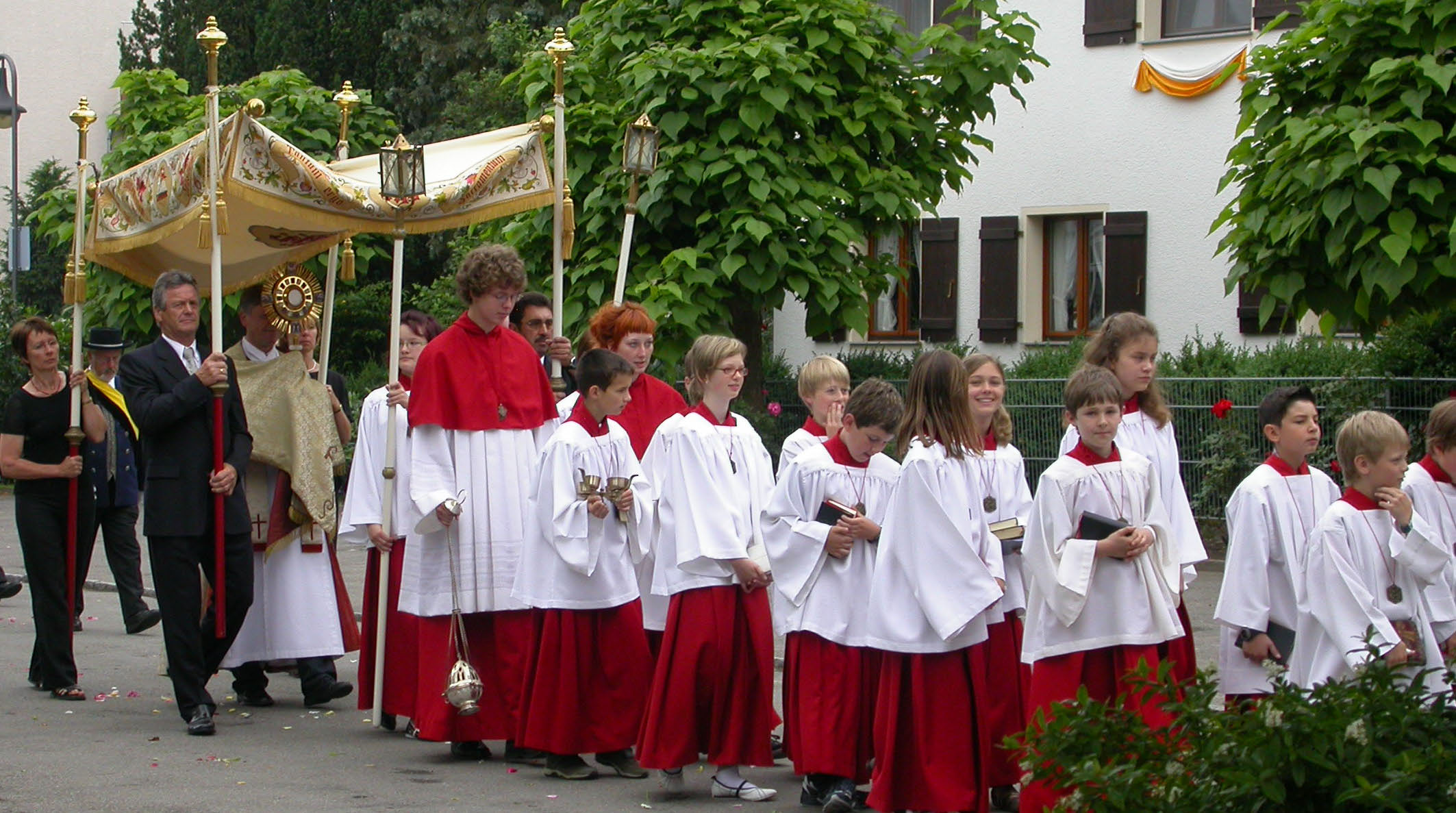
Sakramentsprozession in Meckenbeuren im Jahr 2007

Eine eucharistische Prozession oder Sakramentsprozession ist im Christentum eine feierliche Prozession, bei der das Allerheiligste mitgeführt wird. In religionswissenschaftlicher Sicht ist es eine theophore Form der Gottesverehrung, bei der das Symbol der Gottheit vorgezeigt und verehrt wird.

## Ursprung und theologischer Gehalt
Der Ursprung der Sakramentsprozessionen liegt im Fest Fronleichnam, dem Fest der leiblichen Gegenwart Christi in der Eucharistie. Es wurde erstmals 1246 im Bistum Lüttich gefeiert und 1264 von Papst Urban IV. durch die Bulle Transiturus de hoc mundo zum Fest der Gesamtkirche erhoben, nachdem das vierte Laterankonzil 1215 die Wandlung der eucharistischen Gestalten von Brot und Wein mit der Transsubstantiationslehre präzisiert und zum Dogma erhoben hatte. Nach katholischer Lehre werden in der heiligen Messe die eucharistischen Gestalten durch die Wandlung wahrhaft zum Leib und Blut Christi, und Christus ist und bleibt darin gegenwärtig.
Die erste Sakramentsprozession in Bayern fand 1273 in Benediktbeuern statt, in Köln wurde das Hochfest des Leibes und Blutes Christi erstmals 1279 mit einer Prozession begangen. Ihren Höhepunkt an festlicher Gestaltung erreichte die Fronleichnamsprozession im 17. und 18. Jahrhundert. Seit der Gegenreformation im 16. Jahrhundert waren häufig auch andere Flurumgänge und Bittprozessionen zu eucharistischen Prozessionen geworden, bei denen ganz oder auf Teilstrecken das Allerheiligste mitgeführt wurde. Dafür war die Teilnahme eines Priesters oder Diakons erforderlich, während man andere Prozessionen auch ohne Beteiligung des Klerus durchführen konnte.

## Ablauf und Gestaltung
Im Zentrum einer Sakramentsprozession steht das Allerheiligste, der Leib Christi, in der Monstranz, die von einem Priester oder Diakon getragen wird. Das Allerheiligste wird dabei unter einem Baldachin, „Himmel“ genannt, getragen. Es bildet den Mittelpunkt der Prozession und wird von Leuchterträgern und Thuriferaren begleitet. Bei einer eucharistischen Prozession gehen Thuriferar, Navikular und Ceroferare direkt vor dem Allerheiligsten, meist wird die Gegenwart des Allerheiligsten dabei auch durch eine größere Anzahl von Leuchtern, Weihrauchfässern und Schellenzeichen angekündigt.
Die Prozession richtet sich nach folgender Grundordnung:
- Sie soll nach einer heiligen Messe stattfinden, in der auch die Hostie für diese Prozession konsekriert wurde. Eventuell kann sich an die heilige Messe zunächst eine (längere) Phase der Aussetzung und Anbetung des Allerheiligsten anschließen.
- Die Sakramentsprozession hat eine oder mehrere Stationen – auch „Altäre“ genannt –, an denen mit dem Allerheiligsten der sakramentale Segen gespendet wird.
- Die Prozession endet mit dem sakramentalen Segen (am Zielort oder wieder in der Ausgangskirche), dann wird das Allerheiligste in den Tabernakel reponiert.[1]

Unterwegs werden Psalmen, Litaneien und Wechselgebete sowie das Rosenkranzgebet gebetet und Kirchenlieder gesungen, häufig begleitet von einer Blaskapelle. 
Im Rheinland wird die eucharistische Prozession mancherorts Gottestracht genannt (von mhd. trahte, Substantiv zu tragen).